# Distrikt Puinahua
Der Distrikt Puinahua liegt in der Provinz Requena in der Region Loreto in Nordost-Peru. Der Distrikt wurde am 2. Juli 1943 gegründet. Er erstreckt sich über eine Fläche von 6293 km². Beim Zensus 2017 wurden 4682 Einwohner gezählt. Im Jahr 1993 lag die Einwohnerzahl bei 4252, im Jahr 2007 bei 5298. Die Distriktverwaltung befindet sich in der 118 m hoch gelegenen Ortschaft Bretaña mit 1788 Einwohnern (Stand 2017). Bretaña befindet sich knapp 60 km westsüdwestlich der Provinzhauptstadt Requena.

## Geographische Lage
Der Distrikt Puinahua liegt im Amazonastiefland im äußersten Westen der Provinz Requena. Der nordöstliche Distriktteil erstreckt sich entlang dem Canal de Puinahua, dem linken Flussarm des Río Ucayali. Der Río Samiria entspringt im Südwesten des Distrikts. Der Río Pacaya durchquert den östlichen Süden des Distrikts.
Der Distrikt Puinahua grenzt im Westen an die Distrikte Papaplaya (Provinz San Martín), Teniente César López Rojas und Santa Cruz (beide in der Provinz Alto Amazonas), im Nordwesten an den Distrikt Parinari (Provinz Loreto), im Nordosten an den Distrikt Requena, im Osten und Südosten an die Distrikte Capelo, Emilio San Martín und Maquía sowie im Süden an den Distrikt Sarayacu (Provinz Ucayali).